# Patricia Girard
Patricia Girard, przez pewien czas Girard-Léno (ur. 8 kwietnia 1968 w Pointe-à-Pitre) – francuska płotkarka i sprinterka.
Brązowa medalistka igrzysk olimpijskich z 1996 roku, jak również uczestniczka igrzysk olimpijskich z 1988, 1992 i 2000 roku. Po udanym starcie na igrzyskach w Atlancie, sukcesy odnosiła w sztafecie 4 × 100 metrów, z którą w 2003 zdobyła roku złoty medal mistrzostw świata.